# Antelao
Antelao lub Re delle Dolomiti – szczyt w Dolomitach, w Alpach Wschodnich. Leży w północnych Włoszech w regionie Wenecja Euganejska, na południowy wschód od miejscowości Cortina d’Ampezzo. Jest najwyższym szczytem wschodniej części Dolomitów. Jest często określany jako Król Dolomitów, a Marmolada, najwyższy szczyt w Dolomitach, jest określana jako Królowa.
Pierwszego odnotowanego wejścia dokonali Paul Grohmann, F. Lacedelli, A. Lacedelli i Matteo Ossi 18 września 1863 r. Możliwe jest jednak, że pierwszego wejścia dokonał Matteo Ossi już w 1860 r.

## Linki zewnętrzne

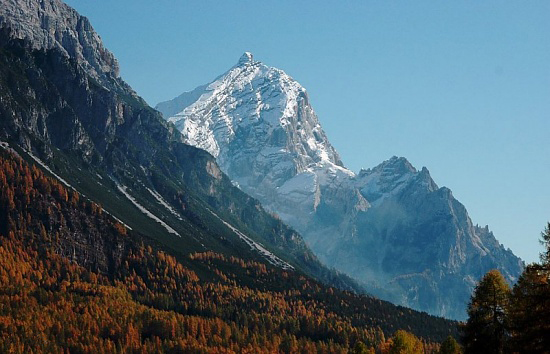
Antelao z Cortiny d’Ampezzo